# Otto Aasen
Pour les articles homonymes, voir Aasen.
Otto Aasen, né le 1er janvier 1894 à Fåberg et décédé le 20 octobre 1983 à Rjukan, est un sauteur à ski, fondeur et coureur du combiné nordique norvégien. Il a remporté la Médaille Holmenkollen en 1919.

## Biographie
Otto Aasen a remporté deux fois le combiné nordique au festival de ski d'Holmenkollen (1917 et 1918) ce qui lui a permis, en 1919, de recevoir la médaille Holmenkollen. Il a également remporté en 1918 son premier et seul championnat de Norvège (en combiné nordique). En 1926, il a termine 2edu saut à ski aux Championnats du monde de ski nordique à Lahti derrière Jacob Tullin Thams et devant Georg Østerholt. Lors de ces championnats du monde, il termine 4e du combiné.
Otto Aasen a déménagé à Rjukan en 1916 et a travaillé pour Nork Hydro jusqu'en 1964. Il est mort en 1983 à 89 ans.

## Palmarès

### Championnats du monde
| Épreuve / Édition | Lahti 1926 |
| Saut à ski        | Argent     |
| Combiné nordique  | 4e         |

### Championnats de Norvège
- Au Championnat de Norvège de combiné nordique, il remporte le titre en 1918. Il finit 2e en 1916, 1917, 1921 et 1923. Il termine 3e en 1920 et 1924.
- Prix Damenes (no) en saut à ski (no)
  - Il remporte le titre en 1921.
- En ski de fond (no), il termine 2e du 30 km en 1918 (no).

### Festival de ski d'Holmenkollen
- Il a gagné cette compétition en combiné nordique (no) en 1917 et 1918. Il termine 2e en 1919 derrière Thorleif Haug.